# Xã Darwin, Quận Clark, Illinois
Xã Darwin (tiếng Anh: Darwin Township) là một xã thuộc quận Clark, tiểu bang Illinois, Hoa Kỳ. Năm 2010, dân số của xã này là 342 người.